# Tetranchyroderma norvegicum
Tetranchyroderma norvegicum är en djurart som tillhör fylumet bukhårsdjur, och som beskrevs av Clausen 1996. Tetranchyroderma norvegicum ingår i släktet Tetranchyroderma och familjen Thaumastodermatidae. Inga underarter finns listade i Catalogue of Life.